# Clark Dierks
Clark R. Dierks (* 5. Mai 1941 in Witten, South Dakota) ist ein US-amerikanischer Soldat und Politiker (Republikanische Partei).

## Werdegang
Clark R. Dierks wurde 1941 in der kleinen Gemeinde Witten im Tripp County geboren. Seine Kindheit war vom Zweiten Weltkrieg überschattet. Über seine Jugendjahre ist nichts weiter bekannt. Dierks diente vier Jahre lang in der United States Navy. Er graduierte am Black Hills State College in Spearfish mit einem Bachelor of Arts und an der University of Arizona mit einem Master of Arts. In der Folgezeit war er in der Gemeinde und zivilen Angelegenheiten aktiv. 1978 wurde er zum State Treasurer von Arizona gewählt. Seine vierjährige Amtszeit trat er Anfang 1979 an. Bei seiner Kandidatur für den Posten des Corporation Commissioner erlitt er 1982 eine Niederlage.